# Basket Zaragoza 2002
O Basket Zaragoza 2002 - SAD mais conhecido como Casademont Zaragoza por motivos de patrocinadores, é um clube profissional de basquetebol situado na cidade de Saragoça, Aragão, Espanha que disputa atualmente a Liga Endesa. Fundado no ano de 2002, herdou as conquistas e direitos esportivos do Club Baloncesto Zaragoza extinto naquele ano. Suas partidas em casa são disputadas no Pavilhão Príncipe Felipe fundado em 17 de abril de 1990 com capacidade para 10 500 espectadores.

## História
No ano de 2002, empresários aragoneses tomaram a iniciativa de  "ressuscitar" o basquete em Saragoça após a extinção do Club Baloncesto Zaragoza. Ocuparam a vaga do Club Básquet Coruña na Liga LEB Ouro e tiveram como primeiro Presidente Javier Loriente e Ranko Zeravica como Assessor Esportivo. Para firmar o sucesso da empreitada, ganharam o apoio da Caja de Ahorros de la Inmaculada (CAI) como patrocinador principal
CAI Zaragoza passou cinco difíceis temporadas na Liga LEB antes de conseguir promoção para a Liga ACB. A equipe teve que superar playoffs de despromoção (contra CB Ciudad de Huelva ) e quatro playoffs consecutivos falhadas de promoção (contra CB Granada , CB Murcia e Baloncesto León duas vezes).
Finalmente a "Maré Vermelha" alcançou a elite espanhola, mas sua primeira temporada foi um fracasso com rebaixamento na temporada 2008/09. O Acesso veio na próxima temporada 09/10 de onde não saiu mais.

## Uniforme
| Casa | Visitante |

## Títulos
- Campeão da LEB Oro (2 vezes): 2007/08 e 2009/10

- Campeão da Copa Príncipe de Astúrias: 2004

## Referencias
1. ↑  CAI Zaragoza. «TEMPORADA 2002-2003» (em espanhol). Consultado em 24 de março de 2015